# Fritz Klawitter
Fritz Klawitter (* 7. Januar 1866 in Danzig; † 4. Juni 1942 in Weimar) war ein deutscher Schiffbauingenieur und Werftbesitzer.

## Leben
Fritz Klawitter wurde 1866 als Sohn des Schiffbaumeisters und Werftbesitzers Julius Wilhelm Klawitter in Danzig geboren. Nach der Schulzeit studierte er an der Technischen Hochschule Hannover Ingenieurwissenschaften. Hier wurde er 1887 Mitglied des Corps Slesvico-Holsatia. Nach dem Studium trat er in das väterliche Unternehmen, die Schiffswerft J. W. Klawitter ein. Während sein Bruder Carl William Klawitter die kaufmännische Leitung der Firma innehatte, verantwortete er die technische Leitung.
Unter der Führung der beiden Brüder entwickelte sich das Unternehmen zu einem modernen Industriebetrieb des Maschinenbaus. Um die Wende vom 19. zum 20. Jahrhundert gehörte die Werft zu den bedeutendsten Schiffbauunternehmen im Deutschen Reich, verlor jedoch nach dem Ersten Weltkrieg durch die Abtrennung Danzigs an wirtschaftlicher Bedeutung und musste 1931 im Zuge der Weltwirtschaftskrise den Betrieb schließen.
Fritz Klawitter war wie sein Vater Ordnungsmäßiges Fachmitglied der Schiffbautechnischen Gesellschaft. Mit der Rekonstitution am 16. Januar 1922 verlieh ihm das Corps Borussia Danzig das Band.
Er war 1927 bis 1930 für die DNVP Mitglied des Volkstags also des Danziger Landtags.